# Kreis Neustettin

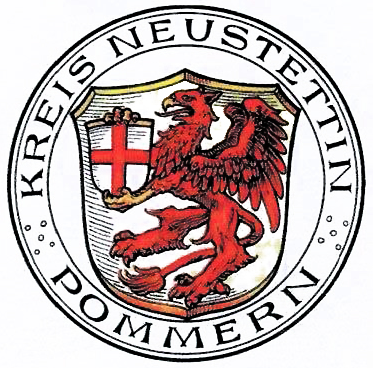
Wappen des Kreises Neustettin

Der Kreis Neustettin war bis 1945 ein preußischer Landkreis in Hinterpommern. Seine Kreisstadt war die Stadt Neustettin. Das ehemalige Kreisgebiet liegt heute größtenteils in den Powiaten Drawski (Dramburg) und Szczecinecki (Neustettin) in der polnischen Woiwodschaft Westpommern. Ein kleiner Teil des ehemaligen Kreises liegt heute im Powiat Złotowski (Flatow) in der Woiwodschaft Großpolen.

## Geschichte

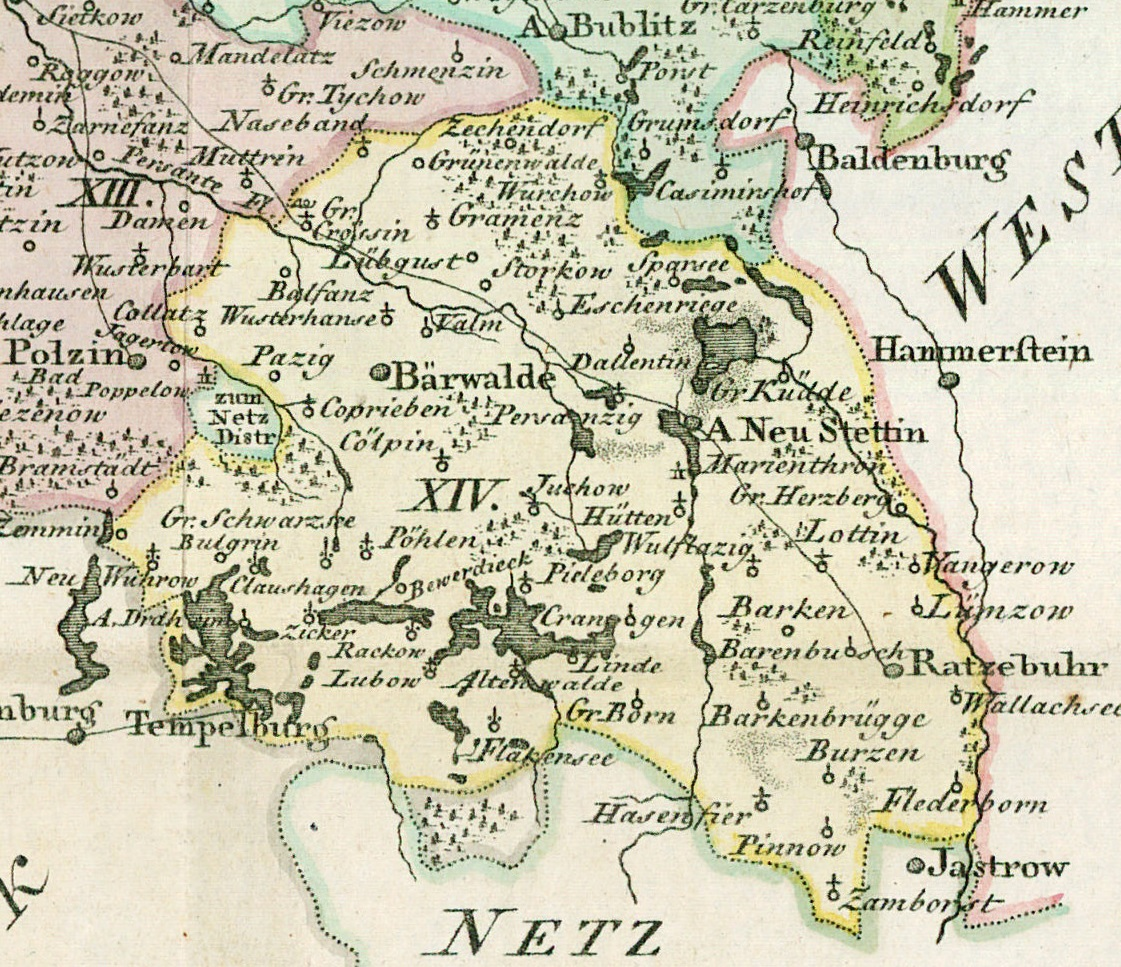
Der Kreis Neustettin im 18. Jahrhundert

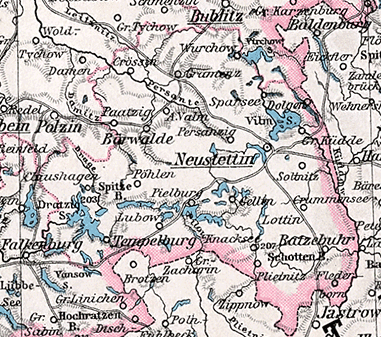
Das Kreisgebiet 1905

In Hinterpommern, das seit 1648 zu Brandenburg-Preußen gehörte, wurde 1724 eine Kreisreform durchgeführt. Die Zahl der Kreise und zugehörigen Landräte wurde fühlbar reduziert, um die starke territoriale Zersplitterung zu verringern, die durch die komplizierten adligen Besitzstände in Hinterpommern entstanden war. Der damals bereits bestehende Kreis Neustettin wurde mit Wirkung zum 1. Januar 1725 mit dem Glasenappschen Kreis zu einem Kreis zusammengefasst. Der Kreis umfasste die Städte Bärwalde, Neustettin, Ratzebuhr und Tempelburg, die königlichen Ämter Draheim und Neustettin sowie eine größere Anzahl von adligen Dörfern und Gütern.
In Folge der preußischen Provinzialbehörden-Verordnung vom 30. April 1815 wurde der Kreis Teil des Regierungsbezirks Köslin in der Provinz Pommern. Bei der pommerschen Kreisreform von 1818 wurde die Abgrenzung des Kreises nicht geändert. Im Jahr 1828 wurden die Dörfer Jagertow und Kollatz (bis dahin in Kommunion der Kreise Belgard und Neustettin) vollständig in den Kreis Belgard integriert.
Im Neustettiner Kreis wurde im 19. Jahrhundert die Regulierung der gutsherrlichen und bäuerlichen Verhältnisse vorgenommen; in den einzelnen Ortschaften wurde der Rezess zur Separation in einem oder mehreren Jahren des Zeitraums 1811–1878 vollzogen.
Seit dem 18. August 1866 gehörte der Kreis zum Norddeutschen Bund und ab dem 1. Januar 1871 zum Deutschen Kaiserreich.
Zum Kreis Neustettin gehörten 1871 vier Städte, 121 Landgemeinden und 126 Gutsbezirke. Zum 30. September 1928 fand im Kreis wie im übrigen Freistaat Preußen eine Gebietsreform statt, bei der alle Gutsbezirke aufgelöst und benachbarten Landgemeinden zugeteilt wurden.
Bei der preußischen Kreisreform vom 1. Oktober 1932 wurde der Kreis um die Gemeinden Bischofthum, Drensch, Grumsdorf, Kasimirshof, Linow, Sassenburg und Stepen des aufgelösten Kreises Bublitz vergrößert.
Am. 1. Oktober 1938 wurde der Kreis Neustettin aus dem Regierungsbezirk Köslin in den Regierungsbezirk Grenzmark Posen-Westpreußen umgegliedert.
Am 1. April 1941 wurden Rahmen der Errichtung des Heeresgutsbezirks Groß Born die Gemeinden Groß Born, Knacksee, Linde, Plietnitz und Steinforth aufgehoben. Am 1. Oktober wurden außerdem Teile der Gemeinden Doderlage, Rederitz und Zippnow aus dem benachbarten Kreis Deutsch Krone in den Heeresgutsbezirk Groß Born einbezogen.
Gegen Ende des Zweiten Weltkriegs wurde das Gebiet des Kreises Neustettin im Frühjahr 1945 von der Roten Armee besetzt. Bald nach Beendigung der Kampfhandlungen wurde das Kreisgebiet seitens der sowjetischen Besatzungsmacht der Volksrepublik Polen zur Verwaltung überlassen. In der Folgezeit wurde die einheimische Bevölkerung von der polnischen Administration aus dem Kreisgebiet vertrieben.

## Einwohnerentwicklung
| Jahr | Einwohner | Quelle |
| ---- | --------- | ------ |
| 1797 | 26.797    | [ 10 ] |
| 1816 | 29.432    | [ 11 ] |
| 1846 | 55.058    | [ 12 ] |
| 1871 | 72.952    | [ 6 ]  |
| 1890 | 74.391    | [ 13 ] |
| 1900 | 76.101    | [ 13 ] |
| 1910 | 76.267    | [ 13 ] |
| 1925 | 81.460    | [ 13 ] |
| 1933 | 81.513    | [ 13 ] |
| 1939 | 83.794    | [ 13 ] |

## Landräte
- 000?–173200Aegidius Christoph von der Osten
- 1732–175800Casimir Gerhard von der Osten
- 1758–178500Georg Ernst von Kleist
- 1786–181500Alexander Zabel Ernst von Münchow
- 1818–182400Gustav Friedrich von Foller
- 1829–184400Theodor von Zastrow[14]
- 1845–184800Theodor von Bonin
- 1848–187400Hermann von Busse
- 1874–189900Bogislav von Bonin
- 1899–191200Eckart von Bonin
- 1913–191900Gertzlaff von Hertzberg
- 1919–192000von Dannenberg (Regierungsassessor)[15]
- 1920–192100Otto Passehl
- 1921–999900Wilhelm Guske (kommissarisch)
- 1921–193500Ernst Kraaz
- 1935–194000Heinrich Braasch
- 1941–194400Rolf Peter

## Kommunalverfassung
Der Kreis Neustettin gliederte sich in Städte, in Landgemeinden und – bis zu deren Auflösung im Jahre 1928 – in Gutsbezirke. Mit Einführung des preußischen Gemeindeverfassungsgesetzes vom 15. Dezember 1933 gab es ab dem 1. Januar 1934 eine einheitliche Kommunalverfassung für alle preußischen Gemeinden. Mit Einführung der Deutschen Gemeindeordnung vom 30. Januar 1935 trat zum 1. April 1935 im Deutschen Reich eine einheitliche Kommunalverfassung in Kraft, wonach die bisherigen Landgemeinden nun als Gemeinden bezeichnet wurden. 1941 gingen mehrere Gemeinden des Kreises in einem neuen gemeindefreien Heeresgutsbezirk auf.

## Amtsbezirke, Städte und Gemeinden

### Amtsbezirke
Die Landgemeinden des Kreises waren in den 1930er Jahren in 40 Amtsbezirke gegliedert. Die Städte des Kreises waren amtsfrei.
| - Amtsbezirk Altenwalde - Amtsbezirk Bahrenbusch - Amtsbezirk Draheim - Amtsbezirk Dummerfitz - Amtsbezirk Flederborn - Amtsbezirk Galow - Amtsbezirk Gellin - Amtsbezirk Gramenz - Amtsbezirk Groß Krössin - Amtsbezirk Grünewald - Amtsbezirk Hasenfier - Amtsbezirk Heinrichsdorf - Amtsbezirk Juchow - Amtsbezirk Kasimirsdorf - Amtsbezirk Klaushagen - Amtsbezirk Knacksee - Amtsbezirk Kölpin - Amtsbezirk Krangen - Amtsbezirk Küdde - Amtsbezirk Liepenfier | - Amtsbezirk Lottin - Amtsbezirk Lubow - Amtsbezirk Lucknitz - Amtsbezirk Lümzow - Amtsbezirk Naseband - Amtsbezirk Neu Wuhrow - Amtsbezirk Osterfelde - Amtsbezirk Persanzig - Amtsbezirk Pielburg - Amtsbezirk Priebkow - Amtsbezirk Soltnitz - Amtsbezirk Sparsee - Amtsbezirk Storkow - Amtsbezirk Thurow - Amtsbezirk Trabehn - Amtsbezirk Valm - Amtsbezirk Wulfflatzke - Amtsbezirk Wurchow - Amtsbezirk Zicker - Amtsbezirk Zülkenhagen |

### Städte und Gemeinden
1945 umfasste der Kreis Neustettin vier Städte, 130 weitere Gemeinden und einen gemeindefreien Heeresgutsbezirk:
| - Alt Draheim - Alt Koprieben - Alt Liepenfier - Alt Priebkow - Alt Valm - Altenwalde - Althütten - Auenfelde - Bahrenberg - Bahrenbusch - Balfanz - Barkenbrügge - Bärwalde i. Pom., Stadt - Bernsdorf - Bewerdick - Bischofthum - Blumenwerder - Borntin - Briesen - Buchwald - Burghof - Burzen - Dieck - Dolgen - Drensch - Dummerfitz - Eichenberge - Eichkamp - Eschenriege - Eulenburg - Flackenheide - Flacksee - Flederborn - Galow | - Gellen - Gellin - Glasenapp - Graben - Grabunz - Gramenz - Grenzneuhof - Groß Born, Heeresgutsbezirk - Groß Dallenthin - Groß Hertzberg - Groß Krössin - Groß Küdde - Groß Schwarzsee - Groß Zemmin - Grumsdorf - Grünewald - Hammer b. Zicker - Hasenfier - Heinrichsdorf - Hochfelde - Hütten b. Gellin - Juchow - Kalenberg - Kasimirshof - Klaushagen - Klein Dallenthin - Klein Küdde - Klein Schwarzsee - Klein Zacharin - Klingbeck - Klotzen - Klöpperfier - Krangen - Kucherow | - Kussow - Kölpin - Labenz - Lanzen - Lehmaningen - Linow - Lottin - Lubow - Lucknitz - Lübgust - Lümzow - Marienwalde - Mossin - Naseband - Naßglienke - Neblin - Nemmin - Neu Draheim - Neu Koprieben - Neustettin, Stadt - Neu Liepenfier - Neu Valm - Neu Wuhrow - Neudorf - Neugönne - Osterfelde - Patzig - Persanzig - Pielburg - Pinnow - Prössin - Pöhlen - Rackow - Raddatz | - Ratzebuhr, Stadt - Ravensberg - Reppow - Sassenburg - Scharpenort - Schmalzenthin - Schmidtenthin - Schneidemühl b. Zicker - Soltnitz - Sparsee - Stepen - Storkow - Streitzig - Tempelburg, Stadt - Thurow - Trabehn - Trocken Glienke - Vangerow - Villnow - Wallachsee - Warlang - Westgönne - Wilhelmshorst - Wuckel - Wulfflatzke - Wurchow - Wusterhanse - Zamborst - Zechendorf - Zemmin - Zicker - Zuch - Zülkenhagen |

### Aufgelöste Gemeinden
- Galowdamm, 1928 zu Galow
- Gönne, ca. 1928 zu Westgönne
- Groß Born, am 1. April 1941 zum Heeresgutsbezirk Groß Born
- Adlig Heinrichsdorf und Königlich Heinrichsdorf, am 14. Oktober 1911 zur Gemeinde Heinrichsdorf zusammengeschlossen
- Karlsdorf, 1930 zu Borntin
- Knacksee, am 1. April 1941 zum Heeresgutsbezirk Groß Born
- Linde, am 1. April 1941 zum Heeresgutsbezirk Groß Born
- Neuhof b. Brotzin, ca. 1929 zu Grenzneuhof
- Plietnitz, am 1. April 1941 zum Heeresgutsbezirk Groß Born
- Adlig Soltnitz und Königlich Soltnitz, 1903/08 zur Gemeinde Soltnitz zusammengeschlossen
- Steinforth, am 1. April 1941 zum Heeresgutsbezirk Groß Born
- Storkow A und Storkow B, am 14. Oktober 1911 zur Gemeinde Storkow zusammengeschlossen
- Tarmen, am 1. April 1939 zu Pöhlen

### Namensänderungen
- Gissolk, am 29. Dezember 1937 in Eichkamp umbenannt

### Zuordnung
Im Jahr 1912 wird Altmühl drei Mal als Grundsitz und je einmal als Forsthaus und Wohnsitz oder Bauernhof genannt. Im Jahr 1939 wird im letztmals publizierten Güter-Adreßbuch für Pommern dreimal ein eigenständiges Rittergut, Vorwerk oder Ort Altmühl genannt, jeweils angebunden an verschiedene Hauptorte.

## Verkehr
Im Kreis Neustettin begann die Preußische Ostbahn den Bahnbau mit der Strecke von Ruhnow bis Tempelburg. Diese führte 1878 weiter über Neustettin nach Schlochau >111.j<. Im selben Jahr erreichte die Linie von Belgard die Kreisstadt und wurde nach Rummelsburg und 1879 nach Schneidemühl verlängert >111.n+u<.
Die Preußische Staatsbahn eröffnete ferner 1896 eine Zweigbahn von Bublitz nach Gramenz und 1903 weiter nach Bad Polzin >111.m<. Den Abschluss bildete 1908 die Linie Tempelburg – Jastrow >115.e<.
Kleinbahnen gab es im Kreis Neustettin nicht. Nur eine Militärbahn zwischen Lubow und Groß Born diente zeitweise auch dem öffentlichen Verkehr >111.l<.
(Die Zahlen in >< beziehen sich auf das Deutsche Kursbuch 1939).